# کشتی بخار کلاس ریزان
استیم‌شیپ کلاس ریزان (به انگلیسی: Ryazan-class steamship) یک کلاس از کشتی است.